# SN 2008iv
SN 2008iv – supernowa odkryta 22 grudnia 2008 roku w galaktyce A093949+0703. W momencie odkrycia miała maksymalną jasność 18,70m.